# Halina Grabowska
Halina Grabowska (pseud. „Zeta”, ur. 5 stycznia 1923 w Hajdukach, zm. 23 lub 24 lipca 1944 w Krakowie) – polska harcerka, żołnierz Szarych Szeregów i Armii Krajowej, kapral podchorąży.

## Życiorys
Jej ojcem był Antoni Grabowski, a matką nauczycielka, Zofia Zajchowska (potem rozwiedzeni). Przez pół roku uczęszczała do Państwowego Gimnazjum im. Królowej Jadwigi w Siedlcach, a następnie przeprowadziła się do Warszawy, gdzie chodziła do Gimnazjum Gaczeńskiej-Kasprowej (ulica Chłodna) i do Gimnazjum Miejskiego im. Aleksandry Piłsudskiej na Żoliborzu (matura w 1939).

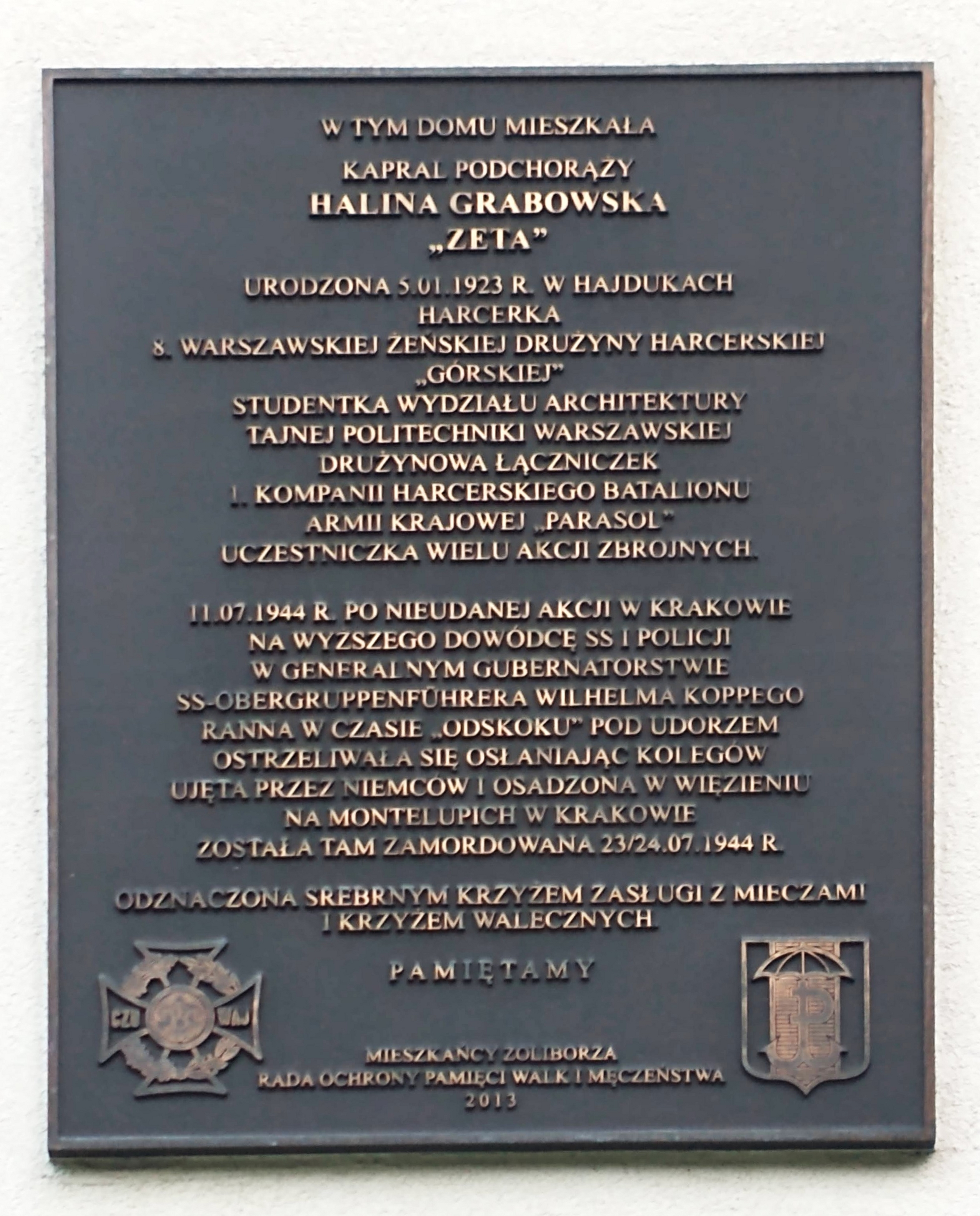
Tablica na Żoliborzu w Warszawie

Do 12 września 1939 działała w Pogotowiu Harcerek jako telefonistka przy ulicy Nowogrodzkiej (gmach poczt i telefonów). Podczas okupacji niemieckiej dawała korepetycje, a także była zaangażowana w działalność grupy żoliborskiej Związku Młodzieży Polskiej „Przyszłość” (PET). W czerwcu 1944 ukończyła trzeci rok wydziału architektury na konspiracyjnej Politechnice Warszawskiej. 1 sierpnia 1943 została przeniesiona z PET do oddziału Armii Krajowej „Agat”, przyjmując pseudonim „Zeta”. Skończyła tam kursy samochodowe i rozpoczęła zajęcia w żeńskiej klasie Szkoły Podchorążych Piechoty Szarych Szeregów „Agricola”. Została wówczas szefem drużyny kobiecej w I plutonie 1. kompanii „Parasol”, gdzie doszła do stopnia kapral podchorąży. Za całokształt służby otrzymała Srebrny Krzyż Zasługi z Mieczami (czerwiec 1944). W jej mieszkaniu odbyła się odprawa przed zamachem na Franza Bürkla (7 września 1943). Brała udział w akcjach zdobywania aut dla podziemia. Podawała broń do akcji „Kutschera”. Podczas zamachu na Waltera Stamma została przypadkowo zatrzymana przez gestapo i była przetrzymywana w siedzibie przy alei Szucha, ale zwolniono ją z braku powiązania z akcją.
Po krakowskim zamachu na Wilhelma Koppego (11 lipca 1944) oczekiwała przy wyjeździe z miasta i opuściła Kraków wraz z częścią uczestników akcji. W okolicach Poręby Dzierżnej doszło do potyczki z Niemcami, która zakończyła się szczęśliwie, ale podczas drugiej, w Udorzu, została pojmana wraz z Bogusławem Niepokojem „Storchem” oraz Tadeuszem Ułankiewiczem „Warskim” (wszyscy byli ranni). Przewieziono ich na zamek w Pilicy. Opatrzył ich tam doktor Osiecki. Byli też wstępnie przesłuchiwani. 12 lipca 1944 trafili do krakowskiego więzienia na Montelupich, gdzie ich torturowano. Grabowska znała szczegóły przygotowań do zamachu, ale nie zdradziła niczego. Zamordował ją jeden z gestapowców 23 lub 24 lipca 1944.
Pochowano ją najpierw w Krakowie jako osobę nieznaną. Po zakończeniu wojny była ekshumowana i pochowana naCmentarzu Wojskowym na Powązkach (A24 rząd 7 grób 22).

## Upamiętnienie
W Udorzu, w miejscu potyczki, posadowiono płytę pamiątkową. Jej imię nosi Szkoła Podstawowa w Chlinie. Na jej domu w Warszawie powieszono tablicę pamiątkową (2013). 14 lipca 2024 w Udorzu zorganizowano uroczystości z okazji 80. rocznicy akcji „Koppe”.